# 2001: 스페이스 오디세이 (2000년 영화)
《2001 스페이스 오디세이》(영어: 2001: A Space Travesty)는 캐나다, 독일, 미국에서 제작된 앨런 A. 골드스틴 감독의 2000년 풍자 SF 코미디 영화이다. 레슬리 닐슨 등이 출연하였고, 마르틴 헬트만 등이 제작에 참여하였다.
출시 및 개봉명은 2001 스페이스 오딧세이이다.

## 출연진
- 레슬리 닐슨
- 오펠리 우인퇴르
- 피터 이건
- 에치오 그레조
- 알렉산드라 캄프

## 기타 제작진
- 공동 제작: 대니 로스너, 제프리 콘비츠
- 라인 제작: 뤼크 캉포, 게리 디퓨
- 배역: 나디아 로나
- 미술: 처버 언드라시 케르테스